# Dodonaea aptera
Dodonaea aptera är en kinesträdsväxtart som beskrevs av Friedrich Anton Wilhelm Miquel. Dodonaea aptera ingår i släktet Dodonaea och familjen kinesträdsväxter. Inga underarter finns listade i Catalogue of Life.